# Johanna Beatrix de Dietrichstein
Pour les articles homonymes, voir Dietrichstein.
Johanna Beatrix de Dietrichstein-Nikolsburg, né en 1625 à Vienne et morte le 26 mars 1676 à Brno, est une princesse allemande, membre de la maison princière de Dietrichstein puis par mariage princesse du Liechtenstein.

## Biographie
Elle est le cinquième enfant et la quatrième (mais troisième survivante) fille de Maximilien, 2e prince de Dietrichstein et Nikolsburg, et de sa première épouse, la princesse Anna Maria de Liechtenstein, fille de Charles Ier, prince de Liechtenstein, duc de Troppau et Jägerndorf et d'Anna Maria Šemberová de Boskovice et Černá Hora,,.
Elle épouse le 6 août 1644 Charles-Eusèbe, prince de Liechtenstein dont elle a onze enfants, :
- Ernest Rochus (1646 – 1647).
- Eleonora Maria Rosalia von Liechtenstein (de) (1647 – 1703), mariée le 4 juillet 1666 à Johann Seyfried, prince de Eggenberg, duc de Český Krumlov et comte princier (gefürsteter Graf) de la Gradisca d'Isonzo.
- Anna Maria (1648 – 1654).
- Johanna Beatrix (1649 – 1672), mariée le 29 avril 1669 à Maximilien II Jakob Moritz, prince de Liechtenstein.
- Maria Theresia (1650 – 1716), mariée d'abord le 16 juillet 1667 avec le comte Jakob Leslie et ensuite le 3 février 1693 avec le comte Johann Balthasar von Wagensperg, baron von Sonnegg.
- Franz Dominik Eusebius (1652 – 1652).
- Karl Joseph (1652 – 1652), jumeau de Franz Dominik Eusebius.
- Franz Eusebius Wenzel (1654 – 1655).
- Cäcilie (1655 – 1655).
- Jean-Adam Ier (1662[6] – 1712), Prince de Liechtenstein.
- Une fille (décédée en bas âge, en avril 1661).